# Suissenégoce
Suissenégoce ist der Verband der Schweizer Rohstoffhandels- und Schifftransportunternehmen. Der Verband vertritt die Interessen seiner Mitglieder in Wirtschaft, Politik und Öffentlichkeit und engagiert sich in der Weiterbildung von der Berufslehre bis hin zur universitären Lehre.

## Struktur und Mitglieder
Suissenégoce ist ein Dachverband mit Direktmitgliedern und den regionalen Organisationen Zug Commodity Association, ZCG und Lugano Commodity Trading Association, LCTA sowie deren Mitgliedern. Insgesamt zählt sie rund 200 Mitglieder, darunter einige der weltweit grössten Handelsunternehmen wie Mercuria Energy Group, Vitol oder die Agrarrohstoffhändler Archer Daniels Midland, Bunge, Cargill und Louis Dreyfus Company.

## Geschichte
2006 wurde die Vorgängerin von Suissenégoce, die Geneva Trading and Shipping Association gegründet. 2014 schlossen sich die drei regionalen Verbände von Genf, Lugano und Zug zur Swiss Trading and Shippping Association, STSA in ihrer heutigen Form zusammen, wobei die die beiden Verbände aus Zug und Lugano ihre Vereinsstruktur behielten. Im Frühling 2023 änderte die STSA ihren Namen in Suissenégoce.